# Rudolf Dassler
Rudolf "Rudi" Dassler, född 26 mars 1898 i Herzogenaurach, död där 27 oktober 1974, var en tysk skoutvecklare och industriman, ägare av Puma.
Rudi Dassler utvecklade tillsammans med sin bror Adi Dassler skor under 1920- och 1930-talet. Skomärket kallades "Geda", en förkortning för "Gebrüder Dassler Schuhfabrik", bröderna Dasslers skofabrik. Bröderna och deras skor steg in på världsscenen under Olympiska spelen i Berlin 1936 då Jesse Owens tog fyra guldmedaljer med "Geda-skor" på fötterna.
Under andra världskriget var Rudi Dassler inkallad. Efter kriget återupptog han verksamheten, men nu på egen hand under namnet Puma efter en kontrovers med brodern som å sin sida grundade Adidas. Brödernas kontrovers varade hela livet.
Efter faderns död tog sonen Armin Dassler över företaget.